# Elias Ek
Elias Ek, född 21 juni 1973 i Danderyd, är en svensk entreprenör numera verksam i Taiwan.
Efter att ha vuxit upp i Sundsvall flyttade han vid 20 års ålder till USA för att studera vid Austin Peay State University. Han var en termin i Japan där han studerade vid Kansai Gaidai University. Efter att ha tagit sin examen och jobbat några år i Nashville, Tennessee.[källa behövs]
Ek flyttade till Taiwan år 2000 tillsammans med sin taiwanesiska fru Jane Wei. Inom några månader investerade paret i Taiwans första internetportal för homosexuella - Republic of Castro tillsammans med Tomboys Winson. Under 2002 grundade Elias Ek telefonist- och utbildningsföretaget Enspyre som efter sju år hade 20 anställda (2008). John Liao, Director of Business Incubator vid Chinese Cultural University, har kallat Elias Ek Taiwans mest framgångsrika utländska entreprenör.[källa behövs]
I augusti 2011 spelade Elias rollen som Starke Adolf i den första taiwanesiska uppsättningen av Pippi Långstrump. Pjäsen regisserades av Susanne Palm som en av föreställningarna under teaterfestivalen Taipei Fringe Festival. 
I januari 2013 publicerade Elias sin första bok, "How to start a business in Taiwan", en bok som vänder sig främst till utländska entreprenörer i Taiwan. Boken har fått stor uppmärksamhet bland annat Taiwans President Ma Ying-jeou som hoppas boken ska göra det lättare för fler utländska entreprenörer att investera i Taiwan.[källa behövs]
Åtminstone i början av 2020-talet fungerade han även som affärsängel.
Elias Ek är bror till Elin Ek och Simon Ek.